# Mimoza Ahmeti
Mimoza Ahmeti (ur. 12 czerwca 1963 w Krui) – poetka i pisarka albańska.

## Życiorys
Nazywana „niegrzecznym dzieckiem” albańskiej literatury lat 90. XX w. pisze utwory nacechowane sensualizmem, prowokujące do zastanowienia się nad współczesną tożsamością Albańczyków, ich stosunkiem do przeszłości. Ignorowana przez część środowiska literackiego Albanii zyskała szczególną popularność wśród młodych czytelników, zwłaszcza tych, którzy identyfikują się z kulturą Zachodu.
Pierwsze utwory publikowała w latach 80. Oprócz wydanych tomików poezji publikowała opowiadania w wydawanym w Tiranie czasopiśmie literackim Nëndori (Listopad). W 1998 została nagrodzona na Festiwalu Poezji w San Remo.
W 2001 startowała w wyborach lokalnych z listy Demokratycznej Partii Albanii, ale nie zdobyła mandatu.
Ma dwoje dzieci. Jest wegetarianką.

## Poezja
- 1986: Bëhu i bukur !
- 1989: Sidomos neser (Szczególnie jutro).
- 1994: Delirium.
- 2003: Pjalmimi i luleve (Pyłek kwiatów).

## Proza
- 1993: Arkitrau : një histori të bukurish (powieść)
- 1996: Absurdi koordinativ
- 1998: Ça va Albanie?
- 2006: Gruaja haluçinante (Kobieta halucynogenna, powieść)
- 2009: Ich liebe dich, Adlia: love story
- 2018: Tutori (powieść)
- 2019: Tregimet e civilizimit
- 2023: Më duaj, por jo vonë (opowiadania)

## Inne publikacje
- 2017: Diferencat e mendimit modern
- 2017: The Identity of meaning

## Tłumaczenia na język polski
- Wiersze, przeł. M. Saneja, Krasnogruda nr 15, Sejny 2002, s. 45-47, biogram.
- Pieśń, Mój krzyk, Chcę być wolna, To niezwykłe być kobietą, Przyszli ludzie mojej planety, [w:] Nie jest za późno na miłość. Antologia poezji albańskiej XX wieku, przeł. M. Saneja, Sejny 2005.